# 奇貨諸葛介
奇貨諸葛介（学名：Chukocythere chihua）为粗面介科諸葛介屬下的一个种。